# Кокельшойер
Кокельшойер (люкс. Kockelscheier, нем. Kockelscheuer, фр. Kockelscheuer) — город в коммуне Резер (кантон Эш сюр Альзетт, округ Люксембург)
Город известен тем, что в нём проводится много спортивных мероприятий такие, как чемпионаты мира по хоккею с шайбой и открытые чемпионаты Люксембурга по теннису, а в 2012 году был открыт гольф-центр.
Кроме спортивных сооружений в городе находится Дом природы (Haus vun der Natur), где с 1996 года проводятся образовательные занятия, в ходе которых ученики начальной школы в Люксембурге открывают для себя животный и растительный мир посредством самостоятельных работ и собственных экспериментов.
К северу от Кокельшойера, в кокешойревском лесу находится одноимённый замок Кокельшойер.

## Галерея

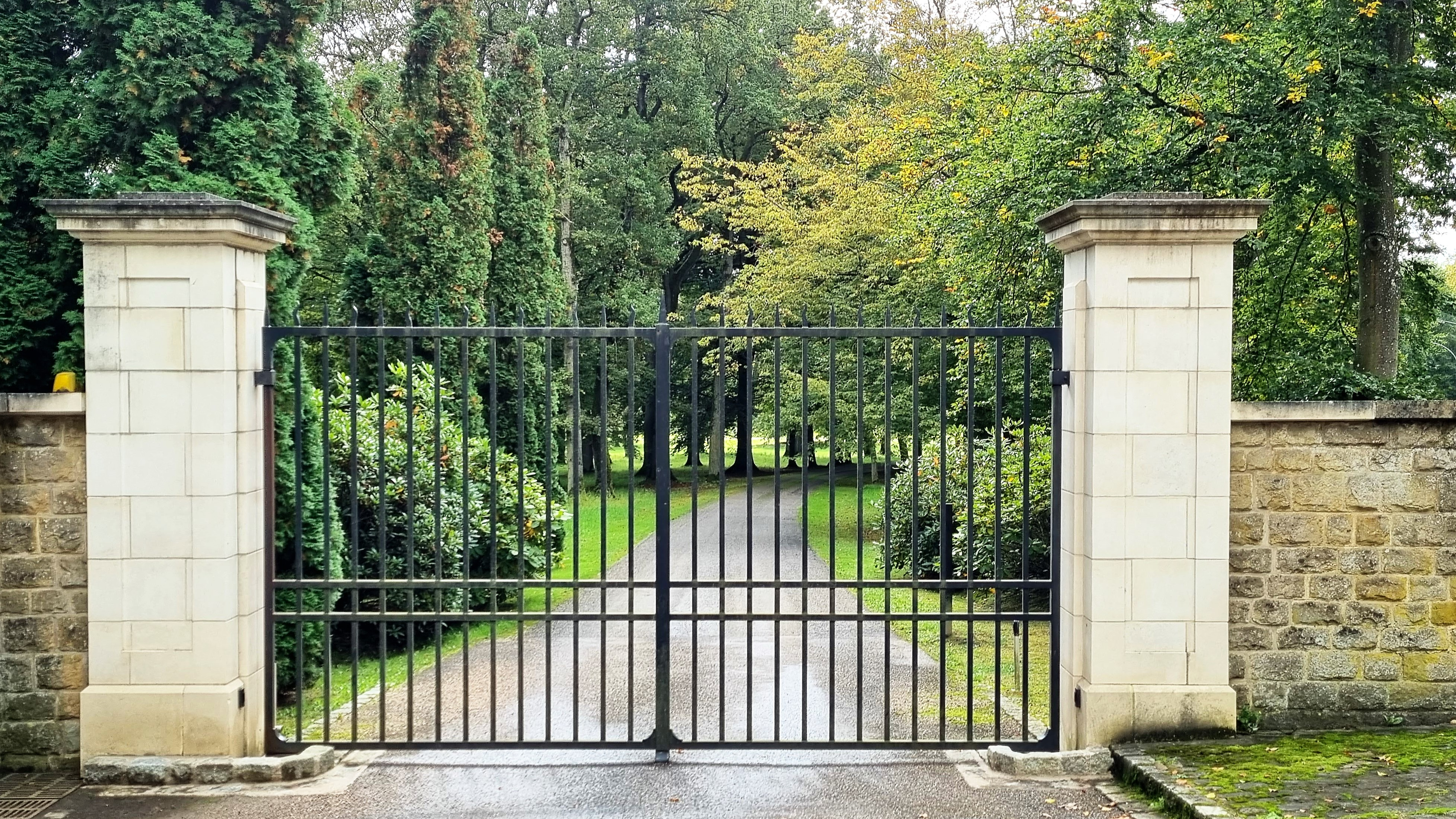
Главный вход в замок Кокельшойер
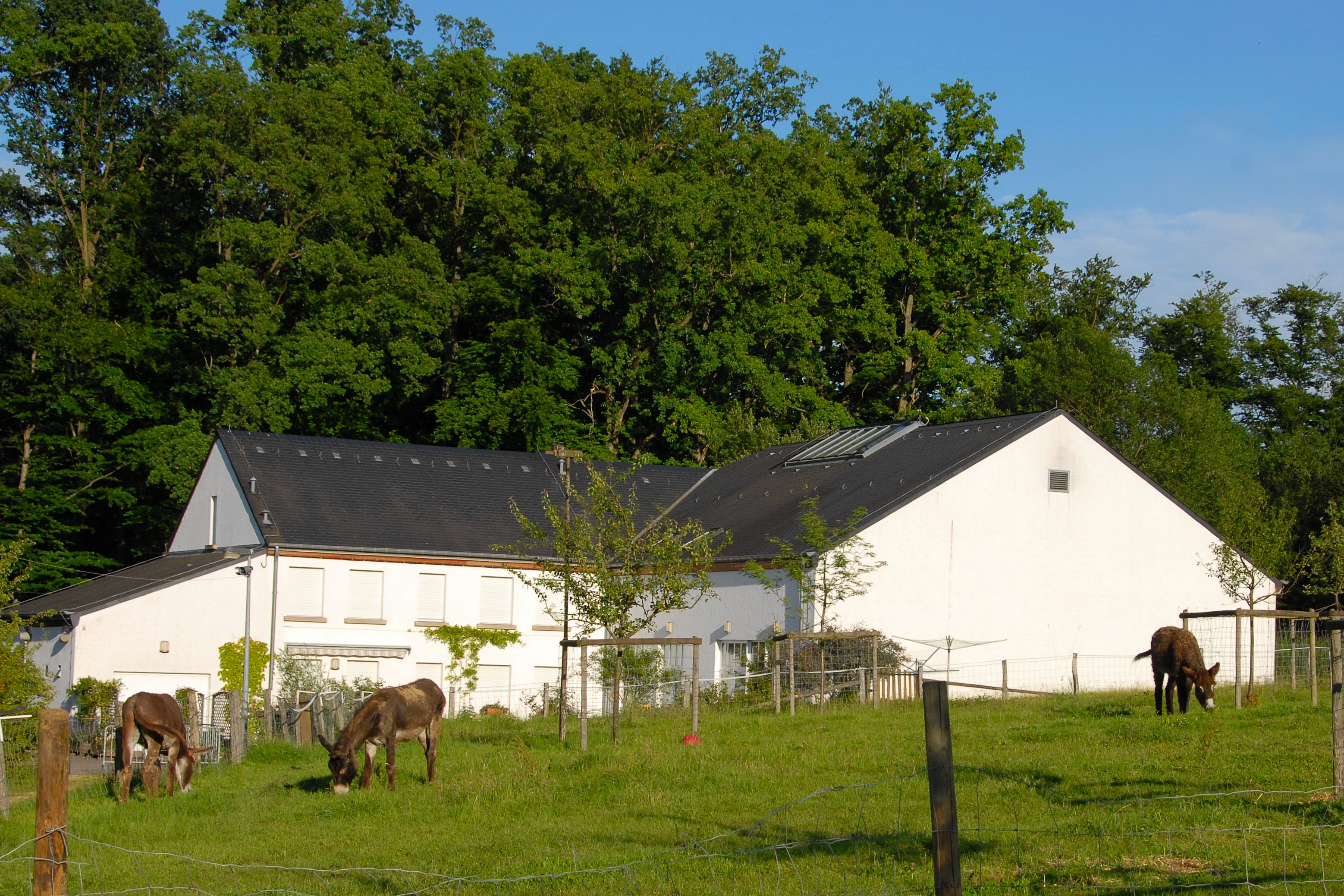
Дом природы
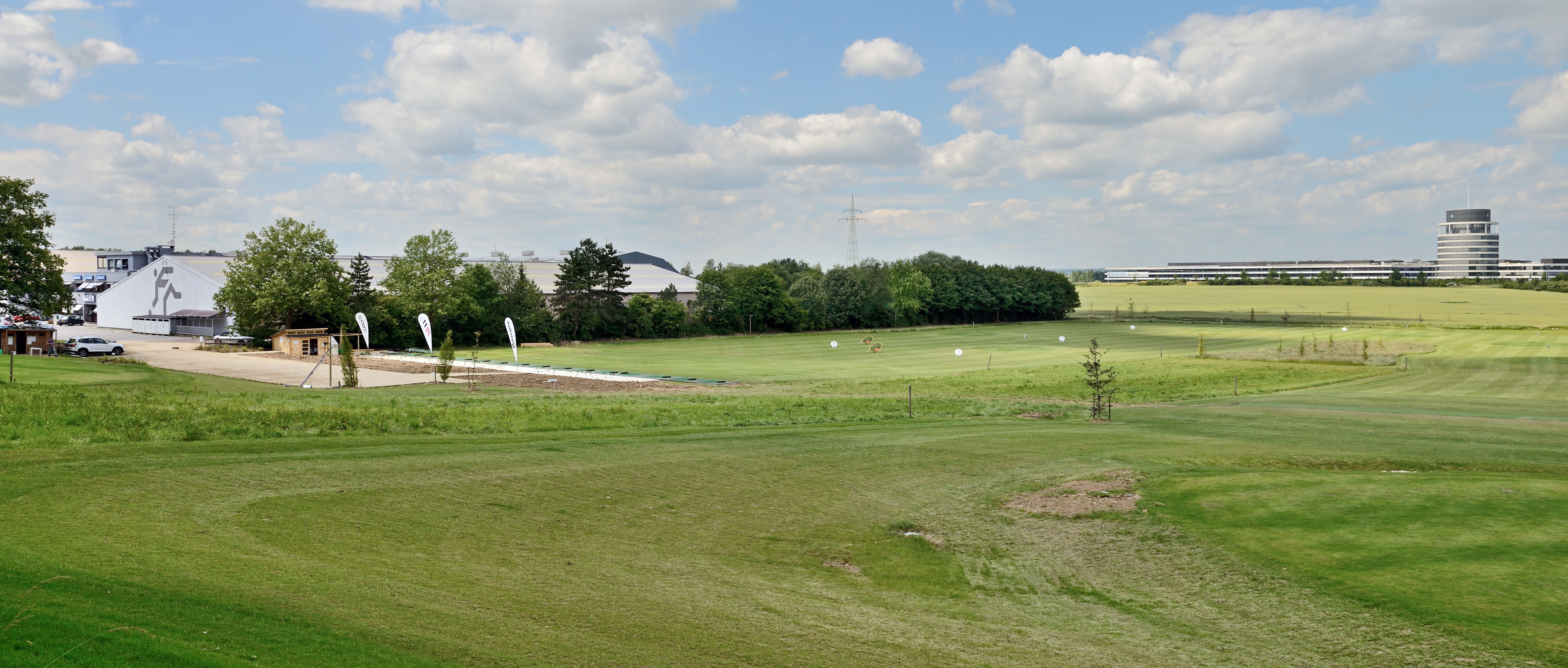
Гольф-центр
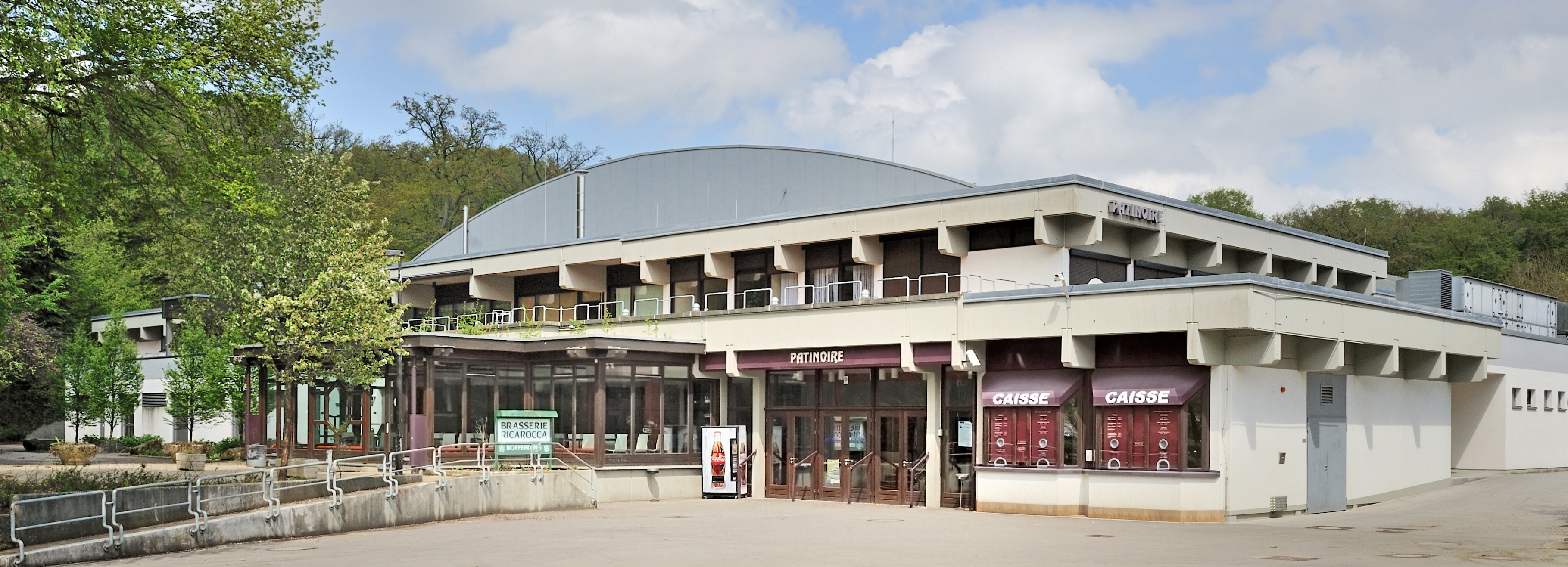
Ледовая арена Кокельшойер